# Rhabdoclytus acutivittis
Rhabdoclytus acutivittis là một loài bọ cánh cứng trong họ Cerambycidae.